# 王思任
王思任（1574年8月26日—1646年10月30日），字季重，號遂東、又号謔菴，浙江山陰縣（今屬浙江紹興市）人。明朝作家，官員。與李之椿、倪元璐、黃道周、王鐸合稱天崇五才子。

## 生平

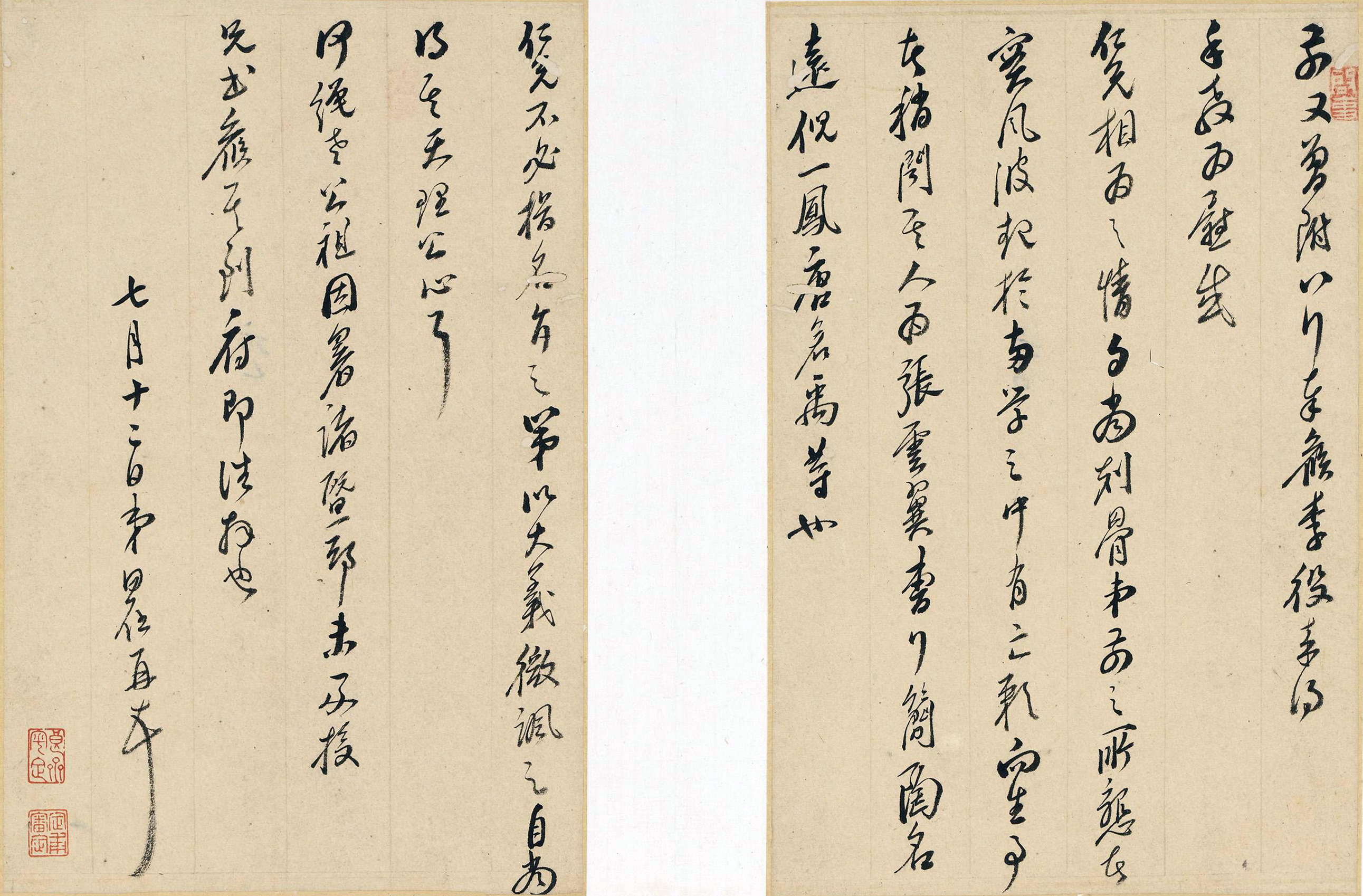
王思任行书手札

明萬曆三年乙亥（1575年），七月二十一日辰時出生於北京西江米巷藥鋪中。出生時其母親唐氏夢有金星入懷，故小名叫“金星”。父親王東海（東海老人）時年四十六歲，思任為其六子。万历十五年（1587年），到北京读书，成为黄洪宪之子的伴读。由于王思任叔祖葬于宛平，他得以在应天府参加乡试。期间宛平知县徐启东亦出面保护他，命其在府学学习，免受其他学子的攻击（当时明朝禁止异地乡试）。
万历二十二年（1594年），应天府乡试中举。萬曆二十三年（1595年）聯捷進士，同年娶杨维聪之孙女为妻。万历二十四年，担任興平知县，之后因母丧回乡。万历二十七年，出任當塗、青浦三縣，累遷袁州府推官。後來任江西九江僉事，一生三仕三黜。他生性滑稽，對人常是調笑狹侮，不加檢點。但每逢大事，又是氣宇軒昂。弘光敗走时，馬士英稱皇太后制，奔逃到浙江，王思任寫信痛罵他：“叛兵至则束手无措，强敌来则缩颈先逃……吾越乃報仇雪恥之鄉，非藏垢納污之地也。職請先赴胥濤，乞素東白乃以拒閣下。”，當時人心大快。又上書太后“請立斬馬士英”。魯王時，出任禮部右侍郎。
隆武二年（清順治三年，1646年）九月二十二日，清兵破紹興城，王思任絕食而死。

## 著作
王思任師事黃洪憲，“博通文籍，經義絕出”。他遊歷四方，寫過不少遊記，而其佳作，往往於詼諧之中，寓有諷世之意。張岱評論王思任散文特點說：“筆悍而膽怒，眼俊而舌尖；恣意描摩，盡情刻畫。”曾作《弈律》，还有《文饭小品》等。工畫，訪米家數點、雲林一抹。